# ウジェーヌ・プベル

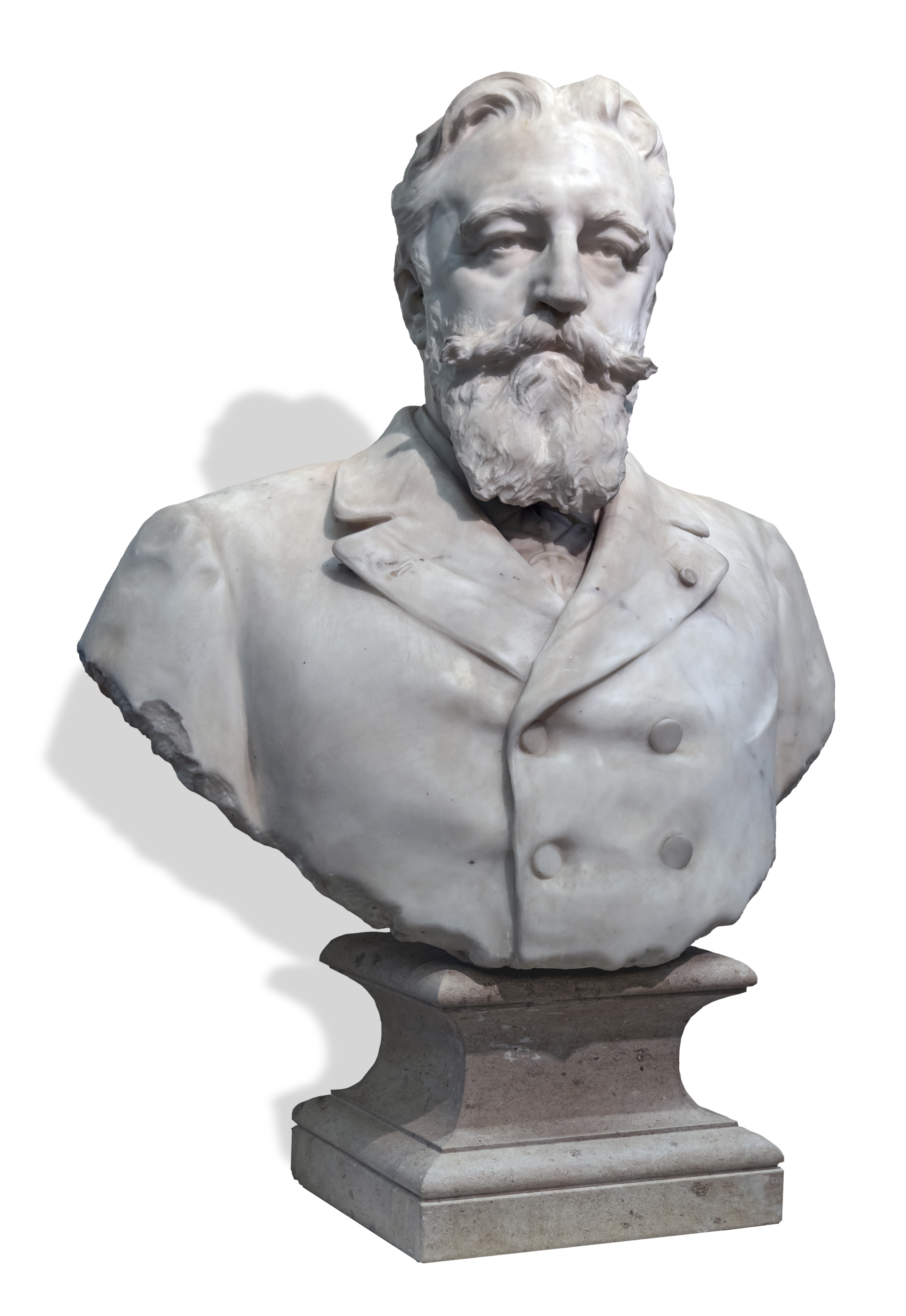
ウジェーヌ・ルネ・プベル

ウジェーヌ・ルネ・プベル（フランス語: Eugène-René Poubelle, 1832年4月15日－1907年7月16日）はフランスの行政官、弁護士、また外交官でもある。北フランスのカーン（バス＝ノルマンディー地域圏カルヴァドス県）に生まれ、法学を学んだのち、出身地のカーン大学などで教鞭を執った。1883年に首都を管轄するセーヌ県の知事となり、ゴミ箱の導入などを主とする「清掃革命」とよばれる諸施策を講じ、パリの公衆衛生の発展と人びとの健康増進に寄与した。その功績により、以降、フランス語でプベル（poubelle）の名は「ゴミ箱」を示す普通名詞として定着するようになった。

## セーヌ県知事となるまで
「清掃革命」で知られるウジェーヌ・ルネ・プベルは1832年、フランス北西部ノルマンディー地方の中心都市カーンのブルジョワジーの家庭に生まれた。プベル家は、宗教改革のころからのカーンの名家で、プベルの父は地元の税務署長を務めた名望家であった。プベルは優等な成績で法学を修めたのち法律家となり、博士号の学位を得た。また、カーン大学をはじめ、グルノーブル大学やトゥールーズ大学などの教育機関で講師を務めた。1871年4月、プベルはフランス第三共和政のアドルフ・ティエール大統領によって、シャラント県（県庁所在地はアングレーム）の知事に任命された。共和派の重鎮で内務大臣も務めた哲学者、シャルル・ド・レミュザらの寵を受けたためであった。以来、イゼール県（県庁所在地はグルノーブル）、コルス県（コルシカ島、県庁所在地はアジャクシオ）、ドゥー県（県庁所在地はブザンソン）、ブーシュ＝デュ＝ローヌ県（県庁所在地はマルセイユ）などの知事を歴任した。首都パリを含むセーヌ県に就任したのは1883年10月のことであり、1896年までその任にあった。

## セーヌ県知事時代

### 「清掃革命」
セーヌ県知事となったプベルに期待された責務のひとつに、従来の懸案であった塵芥処理問題の解決があった。パリを中心に人口200万人を超える当時のセーヌ県の市民が公道に放棄するゴミは、年間80万立方メートルを超え、その処理のために、150万フランもの巨額の公金が投入されていたのである。また、前年（1882年）にはチフスによって3,352人の命が奪われ、この年には約50年ぶりにコレラが再びパリで流行の兆しを見せていた。こうした、感染症の予防と被害拡大防止の観点からも環境問題が急務とされたのである。
プベルは、赴任1ヶ月後に知事令によりゴミ箱（金属製の箱ないしバケツ）の使用を義務づけた。これは、プベル自身がブーシュ＝デュ＝ローヌ県知事時代に発した知事令に倣ったもので、形状や容量はもとより、設置場所をも細かく規定したものであり、全部で11か条から成っていた。

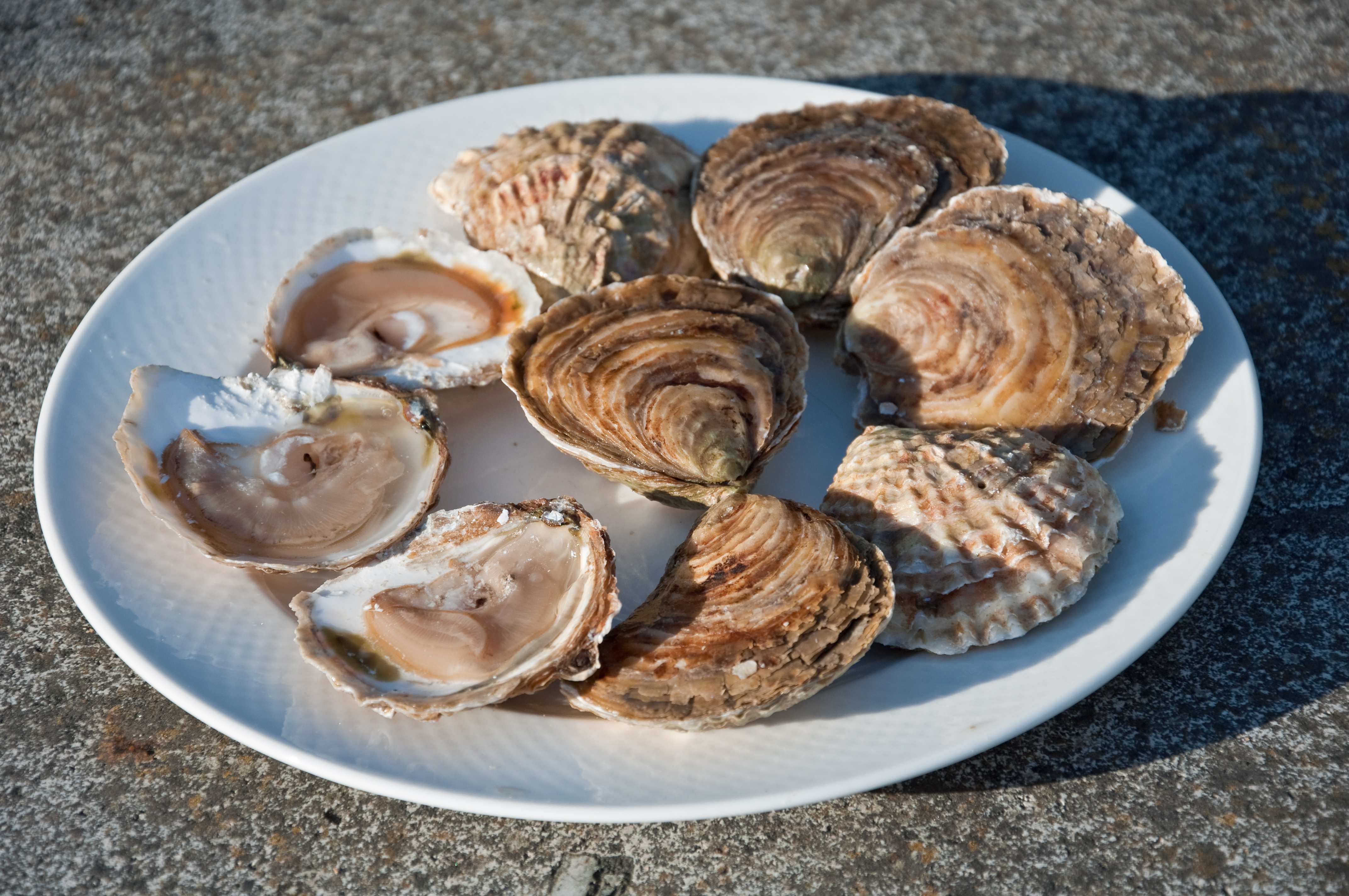
分別ゴミの対象となったカキ殻（ヨーロッパヒラガキとその殻）

知事令はまず、家庭や公共施設から出るゴミを公道に捨ててはならないとしたうえで、家主（建物のオーナー）や管理者は家の前の歩道や玄関先に1個ないし数個の共同のゴミ容器を設置し、ゴミ収集車が巡回してくる前に容器が出されなければならないものとした（第1条・第2条）。そして、容器の容量は最小で40リットル、最大で120リットル、重量は15キログラム以下、筒形の場合は直径55センチメートル以下、矩形の場合は幅50センチメートル×奥行き80センチメートル以下と定められ、取っ手が上方に2個1対で取り付けられていること、彩色あるいは亜鉛メッキの施されていること、および、容器側面に建物の住所が明記されていることなどとし、さらに、住人は建物に備え付けの容器以外にゴミを捨ててはならないこと、もし容器が破損していたり、ゴミに対して容器が小さすぎる場合には個人用の容器で代替ないし補完すべきことなどを定めた（第3条・第4条）。また、工事や庭・花壇等の手入れ、および商取引などにともなう、現在でいう産業廃棄物の投棄禁止と、皿、コップまたはガラス、陶器などやカキの貝殻などの分別収集を義務づけ、そのうえ、廃品回収業者がゴミ容器を公道で空けたり、商売に役立ちそうな物を探すことを禁じた（第5条-第7条）。なお、この規定が私道や私有地の中庭、袋小路などにも適用されること、違反者は法に則って訴追されること、実施・運用は労働局長の管掌事項であること、実施はパリ全市への貼り紙によって公示することなども定められた（第8条-第11条）。
同様の条例は1884年3月7日にも発布され、40-120リットルの蓋付きの3種の容器に、生ゴミ、古紙および衣類、陶器類および貝殻を分別するよう義務づけた。従来の、側溝に水を流して路上の塵芥を一掃する方式に加え、ゴミ箱を徹底的に利用する方式は大きな効果を挙げ、パリのゴミ処理問題は長足の進歩を遂げた。大人口を擁するパリでは定期的にゴミ箱を空にしていくシステムが必要であった。ゴミ収集車は、毎朝ラッパを吹奏しながら巡回し、ゴミ箱を空にしていった。プベルによってパリ市民にもたらされた新しい習慣は「ボワット・プベル」（"Boîtes Poubelle"）と名付けられ、フィガロ紙によって鼓舞された。不衛生都市パリの汚名は返上され、衛生的な都市として生まれ変わった。しかし、ゴミ箱方式は、分別と管理にともなう費用を節約したい家主や、生活への脅威を感じた伝統的な廃品回収業者や古着屋からの抵抗に遭遇した。なお、分別ゴミとしてカキ殻が含まれているのは、当時、安価なカキが大量に消費されていたパリの食事情を物語っている。
ゴミ箱そのものは粗悪なものとなったものの、プベルの打ち立てた原則は保持された。そして、第二次世界大戦が後わるころまでには、ゴミ箱の設置と回収をする地方公共団体が一般的となった。また、1890年に刊行された『19世紀世界大百科事典』（Grand Dictionnaire Universel du 19ème Siècle ）の補足では、ゴミ箱を指す一般名詞としての "poubelle" が確立されていたのである。

### 牛乳供給システムの改革

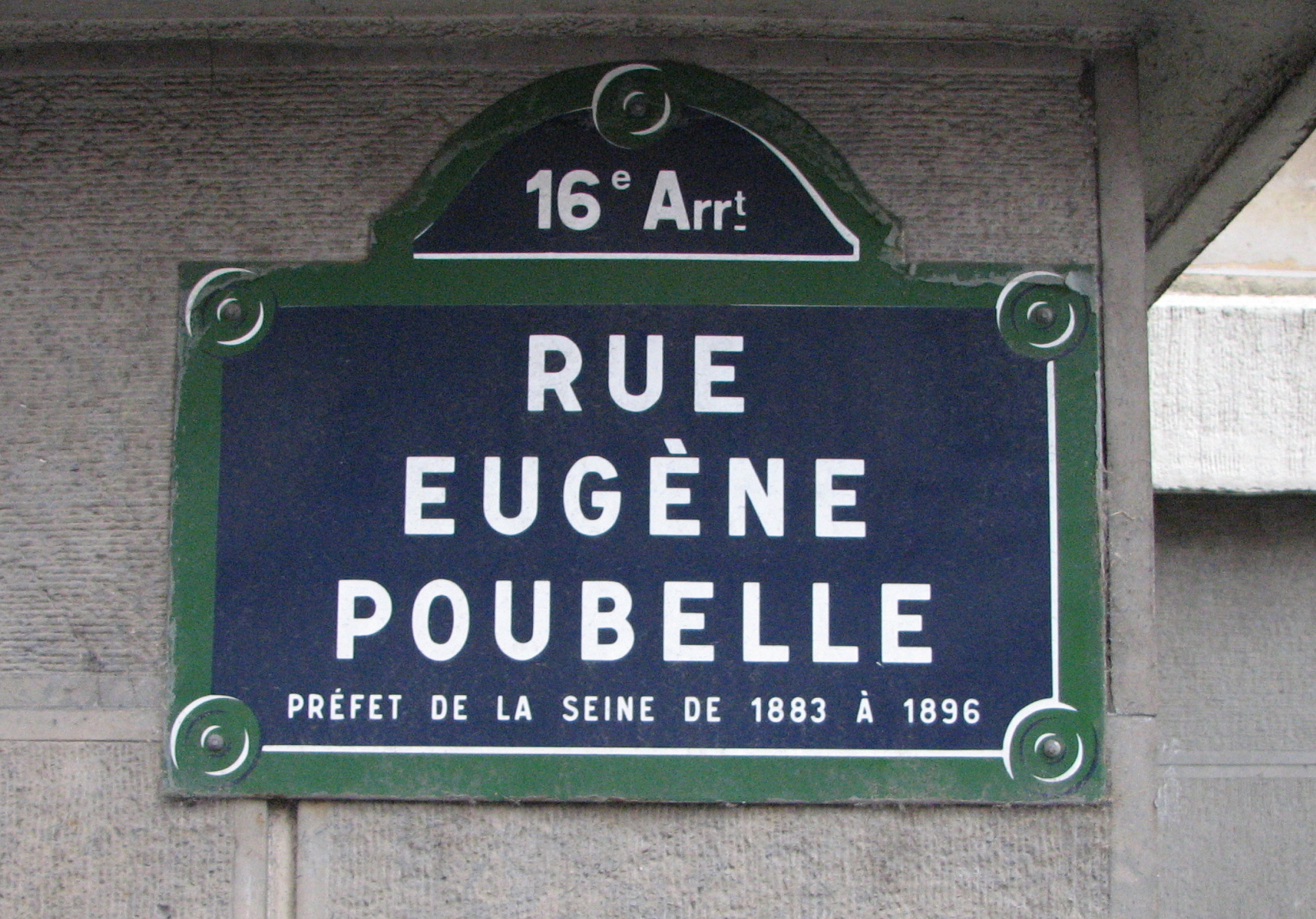
パリの「ウジェーヌ・プベル通り」の標識

セーヌ県知事としてのプベルはまた、牛乳の供給システムの改革にも尽力した。
1886年当時、230万人の人口を有する過密都市パリの市域内には464もの牛舎があった。1891年にはパリ市の人口は270万人に激増しているが、牛舎の数を抑え、1895年には衛生委員会の勧告にもとづき、市内の牛舎を456に減らしている。そして、その一方で1886年には612あった首都郊外の牛舎を1895年には833へと増加させた。つまり、プベルは、首都の牛乳の需要増加を見越しながら、牛舎を地方（パリ盆地）へ分散させる道筋をつけたのである。なお、このような牛乳供給システムの変革は、とくに当時発展いちじるしい鉄道網の充実を前提としていた。

### 下水道整備
プベルはまた、直接排水の取り組みでも成果を上げた。1892年のコレラの再流行は、1894年、建物を直接下水道に接続させた際に生ずる費用を家主や管理者が負担する条例の発布につながった。そして、生活廃水と糞尿、清掃水、雨水などを一緒に排水する「全廃水下水道放流方式（トゥ・タ・レグ方式）」の敷設が義務づけられたのである。トゥ・タ・レグ（すべてを下水へ）という方式には、多くの根強い反対論があり、その採用に至るまでには紆余曲折があった。特に、第二帝政期のセーヌ県知事で、パリ大改造で知られるジョルジュ・オスマンは自らの傑作である回廊式下水道を糞尿で汚染されることに強い嫌悪感を示したといわれている。また、家屋所有者は、この方式に最後まで抵抗を示した。

## その後の活動と晩年

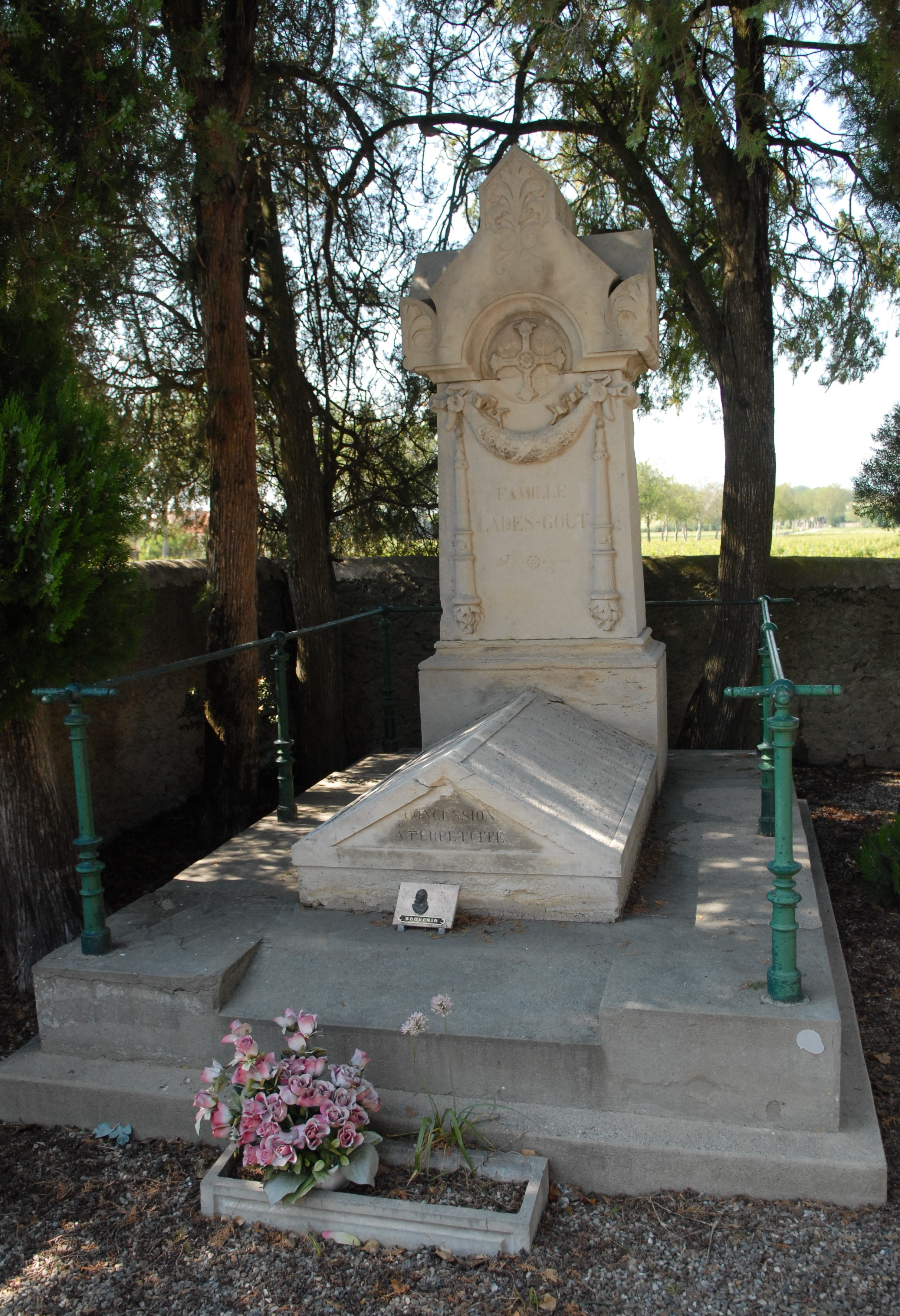
カルカソンヌに所在するプベルの墓

プベルは1896年までセーヌ県知事を務め、同年ヴァティカンの、1898年にはローマ法廷の大使となった。1898年から1904年までは南仏オード県（ラングドック＝ルシヨン地域圏）のセサックというカントン（小郡）の総領事となり、オード中央農業組合の理事として「ル・ミディ（Le Midi）」と呼ばれる南フランス産ワインの利益擁護のために活動した。
プベルは1907年7月15日にパリで没し、南仏カルカソンヌ（オード県）のエルミニ墓地に埋葬された。彼の胸像はカルカソンヌの市立美術館に飾られている。
なお、彼の名にちなむ「ウジェーヌ・プベル通り」がパリ16区にあり、ヴェルサイユ通りとルイ・ブレリオ河岸の間に立地している。